# Pat Torpey

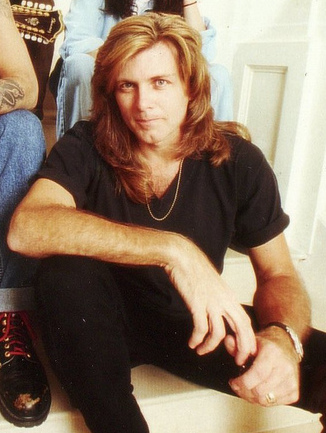
Pat Torpey, 1992

Pat Torpey (* 13. Dezember 1953 in Cleveland; † 7. Februar 2018) war ein US-amerikanischer Musiker. Er war ein Gründungsmitglied und Schlagzeuger der Rockband Mr. Big.

## Karriere
Torpey begann als Siebenjähriger, Schlagzeug zu spielen. 1983 zog er nach Los Angeles, zwei Jahre später wurde er Schlagzeuger in der Band um John Parr, der zu der Zeit als Support von Tina Turner auf deren Private Dancer-Tournee spielte. Anschließend gehörte er zur Band von Belinda Carlisle während ihrer ersten Tournee, die sie im Vorprogramm von Robert Palmer bestritt. 1987 wurde er Mitglied der Band The Knack. Dort wurde er von Billy Sheehan und Paul Gilbert abgeworben, um mit ihnen Mr. Big zu gründen. Der Gruppe gelang es, einen Plattenvertrag bei Atlantic Records zu bekommen, doch bevor die Band mit den Aufnahmen zu ihrem Debütalbum beginnen konnte, begleitete Torpey Robert Plant auf dessen Tournee zu seinem Album Now and Zen.
Mr. Big entwickelte sich zu einem erfolgreichen Unternehmen, bevor sich die Gruppe 2002 zunächst auflöste.
2009 fand die Gruppe in Originalbesetzung wieder zusammen und veröffentlichte 2011 ein erfolgreiches Comeback-Album. Bereits zu dieser Zeit waren Torpey erste Symptome der Parkinson-Krankheit aufgefallen, die er jedoch zunächst verschwieg, die ihm aber die Arbeit erschwerten. Dennoch absolvierte er nach der Tournee zum 2011 veröffentlichten Album What If... auch die 2013 begonnenen Aufnahmen zum Nachfolgealbum … The Stories We Could Tell und gab seine Erkrankung erst im Juli 2014 öffentlich bekannt. Während der Tournee zu diesem Album spielte Torpey bei ausgewählten Stücken sowie dem Akustikteil jeder Show selbst.
Er wirkte auch weiterhin in der Band mit und beteiligte sich als Coach an den Aufnahmen zum 2017 erschienenen Album Defying Gravity, für das Matt Starr die Schlagzeugspuren einspielte. Mit Starr am Schlagzeug ging die Band gemeinsam mit Torpey auch die Tournee zu diesem Album. Torpey unterstützte seine Band als Sänger von Backing Vocals und Percussionist. Bei einem Konzert in Japan übernahm Torpey im Zugabenteil den Gesang, während Sänger Eric Martin Schlagzeug spielte. Mit ihm als Sänger spielte die Gruppe das Lied We’re an American Band von Grand Funk Railroad, und Torpey „ist über die Bühne gerannt und hat alles in Bund und Boden gerockt“. Im weiteren Verlauf der Tournee, die über Südostasien nach Europa führte, schwanden Torpeys Kräfte jedoch merklich, und am Ende der Tour erklärte er, dass er „alles gegeben“ habe und die Band „in Zukunft wohl ohne ihn auskommen“ müsse. Sein letztes Konzert mit Mr. Big spielte er am 23. November 2017 in Wolverhampton.
Torpey starb am 7. Februar 2018 im Alter von 64 Jahren aufgrund von „Komplikationen, die durch seine Parkinson-Erkrankung bedingt waren.“

## Diskografie (Auswahl)

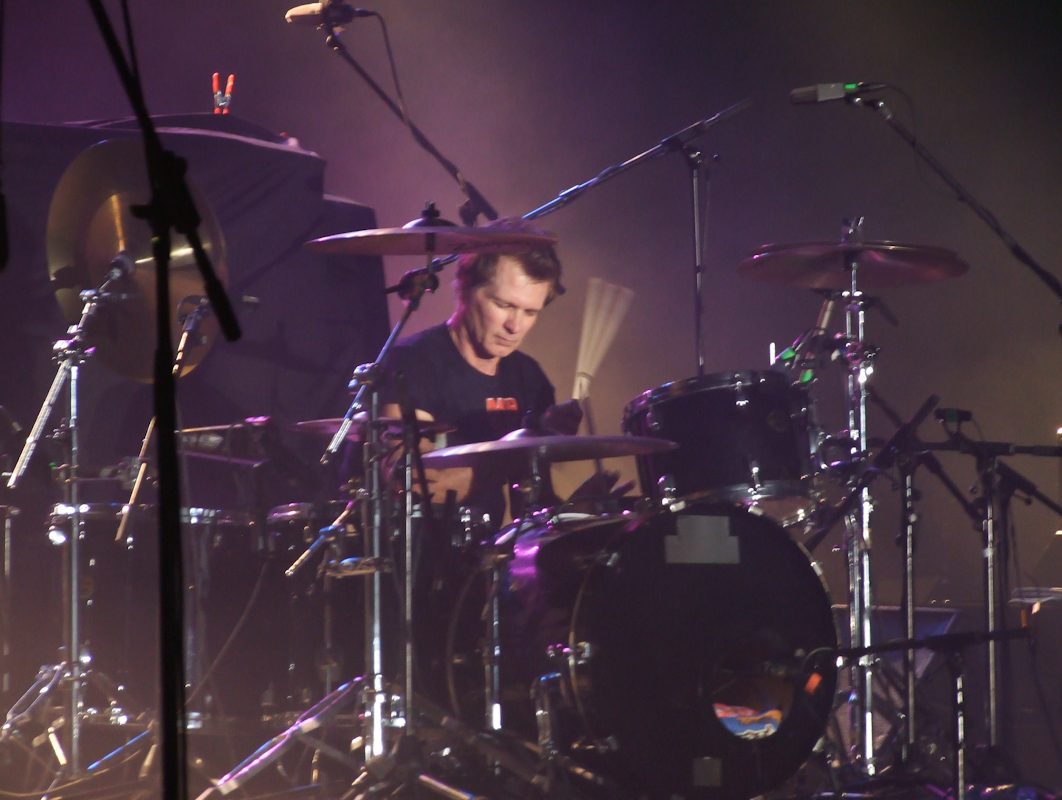
Pat Torpey, 2011

### Mit Mr. Big
- Mr. Big (1989)
- Lean Into It (1991)
- Bump Ahead (1993)
- Hey Man (1996)
- Get Over It (1999)
- Actual Size (2001)
- What If… (2011)
- … The Stories We Could Tell (2014)
- Defying Gravity (2017)

### Solo
- Odd Man Out (1998)
- Odd Man Out: Y2K (1999)

### MitRichie Kotzen
- What Is... (1998)
- Change (2003)
- I’m Comin’ Out

### MitVelocity
- Impact (1999)